# TOKYO FANTASIA
「TOKYO FANTASIA」（トーキョー・ファンタジア）は、1996年12月4日に、東芝EMI / EASTWORLDからリリースされた山下久美子の32枚目のシングル。

## 作品概要
「TOKYO FANTASIA」は、資生堂『ff』のCMソングに起用された。スタジオ・アルバム未収録で、1998年に発売されたベスト・アルバム『SING A SONG BEST ALBUM［with special live tracks］』にて初収録された。
カップリング曲の「最後の初恋」は、「TOKYO FANTASIA」同様スタジオ・アルバム未収録で、2004年に発売されたベスト・アルバム『25th Anniversary Best & Premium Songs』にて初収録された。

## 収録曲
| 全作詞: 湯川れい子、全作曲: 筒美京平、全編曲: 佐橋佳幸、弦編曲: 服部隆之（#1のみ）。 |                                          |            |            |      |
| #                                                                                    | タイトル                                 | 作詞       | 作曲・編曲 | 時間 |
| 1.                                                                                   | 「TOKYO FANTASIA」                       | 湯川れい子 | 筒美京平   | 3:38 |
| 2.                                                                                   | 「最後の初恋」                           | 湯川れい子 | 筒美京平   | 3:23 |
| 3.                                                                                   | 「TOKYO FANTASIA」(オリジナル・カラオケ) | 湯川れい子 | 筒美京平   | 3:36 |
| 合計時間:                                                                            | 合計時間:                                | 10:37      |            |      |